# Parábola da Montanha
Metáfora da Montanha, ou Parábola do Monte Improvável, é um texto critico publicado pelo escritor e biólogo evolutivo, Richard Dawkins contra o argumento da improbabilidade onde é afirmado que é improvável um organismo evoluir gradualmente através da Seleção natural, nessa metáfora, Dawkins utiliza e afirma que a Seleção Natural e teorias científicas similares são superiores à "hipótese de Deus" e à ilusão do design inteligente em se tratando de explicar o mundo dos organismos.
Publicado em seu  livro A Escalada do Monte Improvável (1996) , e demonstrado novamente em Deus, um Delírio (2006) , esse argumento é apresentado de forma em demonstrar como o funcionamento da Seleção Natural é mal entendido pelos criacionistas, que distorcem a seu favor sempre assumem que a adaptação biológica é uma  questão de tudo — acertar na loteria — ou nada. Outro nome para essa falácia é  "Complexidade irredutível" onde assume-se que não existem intermediários úteis quando ocorre a evolução de uma espécie. A metáfora é apresentada da seguinte maneira:

## A Metáfora da Montanha
"De um lado de uma montanha é um despenhadeiro, impossível de escalar, mas o outro lado é  uma encosta de subida agradável até o topo. No topo está um dispositivo complexo, como um olho ou um flagelo bacteriano. A ideia absurda de que tamanha complexidade possa se  montar sozinha, espontaneamente, é simbolizada por um pulo só, do pé do penhasco até o cume.  
A Evolução, pelo  contrário, vai por trás da montanha e pega a subida agradável até o topo: fácil! O princípio da comparação entre escalar a encosta agradável e pular pelo lado do precipício é tão simples que ficamos tentados a nos espantarmos com o fato de ter demorado tanto para um Darwin aparecer e descobri-lo."